# Bondo (Bas-Uele)
Pour les articles homonymes, voir Bondo.
Bondo est une localité, chef-lieu de territoire de la province du Bas-Uele en république démocratique du Congo.

## Géographie
Elle est située sur la rive droite de la rivière Uele et sur la route nationale 4 à 207 km au nord-ouest du chef-lieu provincial Buta.

## Administration
Chef-lieu territorial de 7 733 électeurs recensés en 2018, la localité a le statut de commune rurale de moins de 80 000 électeurs, elle compte 7 conseillers municipaux en 2019.

## Population
Le recensement date de 1984,.
| 1984   | 2004   | 2012   |
| ------ | ------ | ------ |
| 11 000 | 16 292 | 18 576 |

## Économie
La route Transafricaine 8 Lagos-Mombasa passe par Bondo.